# Костёл и монастырь доминиканцев (Холопеничи)
Костёл и монастырь доминиканцев — бывший римско-католический комплекс, расположенный в центре посёлка городского типа Холопеничи Крупского района Беларуси.

## История
Монастырь был основан в 1703 году новосельским старостой Марцианом Домиником Халецким и его женой Констанцией Соколовской. В деревянный монастырский комплекс входили костёл, корпус братии с 12 кельями, больница, церковно-приходская школа, часовня, ряд хозяйственных построек и был окружён кирпичным забором с воротами и колокольней. Кирпичный жилой дом построен в 1798 году.
Царским указом от 12 июня 1832 года монастырь был упразднён.
Костёл сгорел в 1844 году. В 1904 году под новый костёл отвели длинный флигель жилого дома: сняли межэтажные перекрытия, достроили трехгранную апсиду, над крышей башенки установили вывеску. В 1930-х гг. использовался под Дом культуры.

## Архитектура
Костёл (не сохранилась) был примером архитектуры барокко. Архитектурные решения использовали крестообразный объём, 2-скатные крыши которого заканчивались посредине креста, над крыльями трансепта и по бокам фасада 5-ю куполами. Внутреннее пространство храма было разделено 4 колоннами на 3 нефа, которые заканчивались 3 торцевыми и 4 боковыми алтарями. В хоре был 11-голосный орган.
Жилой дом является памятником архитектуры классицизма. Построент в виде Г-образного 2-х этажного здания под четырёхскатной крышей. Плоские фасады разделены прямоугольными оконными проемами, усеянными флюгерами. Планировка галерейного типа; первый этаж отводился под вестибюль с вахтой, молельней, кухней, хозяйственными и служебными помещениями, второй — под кельи.